# 高松市立太田南小学校
高松市立太田南小学校（たかまつしりつ おおたみなみしょうがっこう）は、香川県高松市太田下町にある市立小学校。

## 概要
高松市の中部、南北に細長い太田地区の南部に位置している。周辺は戦後高松市のベッドタウンとして人口が急増し、校区は太田小学校から分割されたものである。
当校の児童数は市内では栗林小と多肥小と並んで1,000人を突破しているマンモス校であり、香川県内の公立小学校中、栗林小、多肥小に次いで第3位の数である。全校児童数は開校以後一貫して増加を続けたが、近年は頭打ちの状態である。

## 学校データ
- 児童数：1,017人（2016年度[1]）
- 児童愛称：

学校施設（2015年5月1日時点）
- 普通教室：33教室
- 特別教室：10教室
- 校舎面積：6,665m2
- 体育館面積：1,053m2

服装規定
- 制服：あり（通年必用）
- 防寒着：不明

## 歴史

### 年表
- 1976年（昭和51年）4月1日 - 開校。校区を太田小学校区から分割。
- 1978年（昭和53年）3月9日 - 校歌制定。
- 2004年（平成16年）4月1日 - 高松市立小中学校全校で3学期制を廃して2学期制を導入。
- 2013年（平成25年）4月1日 - 高松市立小中学校全校で3学期制に移行。

### 全校児童数の推移
太田南小学校の児童数は市内トップクラスのマンモス校であるが、近年はほぼ横ばいで推移している。
- 1999年度：1,062人
- 2000年度：1,003人（-59人）
- 2001年度：1,031人（+28人）
- 2002年度：1,020人（-11人）
- 2003年度：1,074人（+54人）
- 2004年度：1,064人（-10人）
- 2005年度：1,042人（-22人）
- 2006年度：1,075人（+33人）
- 2007年度：1,081人（+6人）
- 2008年度：1,101人（+20人）
- 2009年度：1,079人（-22人）
- 2010年度：1,064人（-15人）
- 2011年度：1,038人（-26人）
- 2012年度：1,007人（-31人）
- 2013年度：1,016人（+9人）
- 2014年度：1,008人（-8人）
- 2015年度：1,003人（-5人）
- 2016年度：1,017人（+14人）

## 教育目標
- 人間性豊かで心身ともに健康で実践力のあるたくましい子どもを育てる

## 通学区域
通学区域は高松市太田地区の一部。開校前のこの地域は太田小学校区であった。
- 高松市
  - 太田上町
  - 太田下町1332番地1～1407番地、1622番地～2350番地、2361番地～2454番地3、2454番地7・8、2471番地2・3、2471番地5～2472番地、2593番地1～2603番地、2634番地～2769番地、3001番地～3041番地
  - 三条町1番地～13番地2

## 進学先中学校
- 高松市立太田中学校

## 校区内の主な施設
- 国道11号高松東バイパス
- ことでん琴平線太田駅
- 香川県立聴覚支援学校

## 交通
- ことでん琴平線太田駅より徒歩21分（1.1km）
- ことでんバス塩江線・穴吹線 太田下バス停より徒歩3分（0.2km）